# Bertram Brockhouse
Bertram Neville Brockhouse (ur. 15 lipca 1918 w Lethbridge, zm. 13 października 2003 w Hamilton) – kanadyjski fizyk, laureat Nagrody Nobla w dziedzinie fizyki w roku 1994, wspólnie z Cliffordem Shullem, za pionierski wkład do rozwoju technik rozpraszania neutronów dla badań materii skondensowanej.
Kształcił się na Uniwersytecie Kolumbii Brytyjskiej i Uniwersytecie w Toronto. 
W latach 1950–1962, Brockhouse prowadził badania w Chalk River Laboratories. W latach 1962–1984 był profesorem Uniwersytetu McMaster.